# Giọt (đơn vị)
Giọt là một đơn vị đo thể tích xấp xỉ, là lượng thể tích của một giọt từ một ống nhỏ giọt hoặc buồng nhỏ giọt. Nó thường được sử dụng trong việc đưa ra số lượng thuốc dạng lỏng cho bệnh nhân, và đôi khi trong nấu ăn và tổng hợp hữu cơ. Các chữ viết tắt gt hoặc gtt đến từ danh từ tiếng Latin gutta ("giọt").
Thể tích của một giọt không được xác định rõ: nó phụ thuộc vào thiết bị và kỹ thuật được sử dụng để tạo ra giọt, vào cường độ của trường hấp dẫn vào độ nhớt, mật độ và sức căng bề mặt của chất lỏng.
Có một số định nghĩa chính xác về "giọt":
- Trong y học, IV nhỏ giọt cung cấp 10, 15, 20 hoặc 60 giọt mỗi ml. Các bộ nhỏ giọt cung cấp 60 giọt mỗi ml và 10, 15 hoặc 20 giọt mỗi ml cho một bộ nhỏ giọt vĩ mô.[2]
- Trước khi áp dụng mức tối thiểu vào đầu thế kỷ 19, đơn vị đo lường chất lỏng nhỏ nhất trong các hệ thống bào chế thuốc nằm trong đơn vị thông thường của Hoa Kỳ và các đơn vị tiếng Anh trước năm 1824 không chính xác được cho là bằng 1/60 một dram chất lỏng hoặc 1/480 của một ounce chất lỏng.

Trong tổng hợp hữu cơ, một quy trình tổng hợp thường sẽ yêu cầu bổ sung thuốc thử "nhả giọt" với sự trợ giúp của ống tiêm hoặc phễu rơi. Tốc độ bổ sung cho một quy trình như vậy được thực hiện là chậm, nhưng ngược lại, vì một nhà hóa học có thể coi từng giọt là một giọt mỗi giây, trong khi một người khác có thể coi năm đến mười giọt mỗi giây (gần như một luồng). Hơn nữa, thể tích của một giọt sẽ phụ thuộc vào kim đo hoặc kích thước của dụng cụ thủy tinh. Do đó, để cải thiện khả năng tái sản xuất, lưu ý tổng thời gian cần thiết để thêm chất lỏng hoặc một phép đo khác về tỷ lệ bổ sung trong quy trình thí nghiệm hiện được coi là thận trọng. Trong một cách sử dụng liên quan, lượng thuốc thử, có số lượng chính xác là không quan trọng, đôi khi sẽ được đưa ra theo số lượng giọt, thường là từ một ống thủy tinh. Trong cách sử dụng này, một giọt thường được coi là khoảng 0,05 mL. Đưa ra số lượng theo cách này là phổ biến hơn trong quá khứ nhưng thực tế hiện nay thường được coi là cẩu thả hoặc không đáng tin.